# 梅小路定福
梅小路定福（うめこうじ さだふく、寛保3年（1743年）1月16日 - 文化10年（1813年）2月14日）は、江戸時代後期の公卿。

## 官歴
- 延享4年（1747年）：従五位下
- 宝暦4年（1754年）：従五位上、兵部権少輔
- 宝暦8年（1758年）：正五位下
- 宝暦11年（1761年）：近江権介
- 宝暦12年（1762年）：従四位下
- 明和元年（1764年）：伊予権守
- 明和7年（1770年）：正四位下
- 明和8年（1771年）：丹波介
- 安永3年（1774年）：従三位
- 安永4年（1775年）：参議
- 安永6年（1777年）：踏歌外弁
- 安永9年（1780年）：正三位
- 天明8年（1788年）：従二位
- 寛政8年（1796年）：権中納言
- 寛政11年（1799年）：正二位
- 文化2年（1805年）：権大納言

## 系譜
- 実父：清閑寺秀定
- 養父：梅小路共経
- 子：梅小路共之
- 養子：梅小路定肖（清閑寺益房の子）